# Richard Harris
Richard St. John Harris (ur. 1 października 1930 w Limerick, zm. 25 października 2002 w Londynie) – irlandzki aktor, pieśniarz, poeta, producent, reżyser i scenarzysta.
Laureat Złotego Globu dla najlepszego aktora w filmie komediowym lub musicalu za rolę Króla Artura w komediodramacie przygodowym Camelot (1967).

## Życiorys

### Wczesne lata
Urodził się w Limerick w środkowo–zachodniej Irlandii (prowincji Munster) w rodzinie rzymskokatolickiej jako piąte z ośmiorga dzieci Mildred Josephine (z domu Harty) i Ivana Johna Harrisa, handlarza mąką. Miał pięciu braci i dwie siostry. Siostrzenicą jego matki była aktorka Annabelle Wallis.
Uczył się w jezuickiej szkole Crescent College. Był utalentowanym graczem rugby Garryowen Football Club. Jego kariera sportowca została przerwana, gdy w wieku 19–nastu lat zachorował na gruźlicę. Pozostał fanem drużyny Munster Rugby i Young Munster aż do śmierci, uczestniczył w wielu meczach, podobnie jak Peter O’Toole czy Richard Burton. Rozpoczął naukę w prestiżowej London Academy of Music and Dramatic Art (LAMDA). Po ukończeniu studiów, dołączył do Theatre Workshop Joan Littlewood. Zaczął grać role w produkcjach teatralnych West End, m.in. w sztuce Brendana Behana The Quare Fellow (1956).

### Kariera
Po debiucie ekranowym w komedii Pełnia życia (Alive and Kicking, 1959) z Sybil Thorndike i Estelle Winwood, znalazł się potem w obsadzie dreszczowca Michaela Andersona Wrak „Mary Deare” (The Wreck of the Mary Deare, 1959) u boku Gary’ego Coopera i Charltona Hestona.
Przełomem w jego karierze stała się rola zgorzkniałego górnika Franka Machina, który pragnął stać się profesjonalnym rugbistą w sztandarowym filmie brytyjskiego nurtu Młodych Gniewnych Sportowe życie (This Sporting Life, 1963) w reżyserii Lindsaya Andersona; został nominowany do Oscara, nagrody BAFTA, zdobył też nagrodę dla najlepszego aktora w Cannes w 1963.
Kolejne kreacje to Kain w Biblii (The Bible, 1966) Johna Hustona, Król Artur w Camelocie (1967) Joshuy Logan czy król Ryszard Lwie Serce w Powrót Robin Hooda (Robin and Marian, 1976) Richarda Lestera. W westernie Człowiek zwany Koniem (A Man Called Horse, 1970) wcielił się w postać angielskiego arystokraty Johna Morgana, schwytanego przez Indian, który poznając z czasem ich kulturę i obyczaje staje się w końcu, pomimo pochodzenia, świadomym i pełnoprawnym członkiem ich społeczności.
W 1981 wystąpił na Broadwayu w roli Króla Artura w musicalu Camelot. W 1985 został przyjęty do Rycerzy Maltańskich i uhonorowany tytułem szlacheckim królestwa Danii. W 1991 otrzymał Laurence Olivier Award za rolę tytułową w sztuce Luigiego Pirandella Henryk IV'.
Wystąpił w ponad 72 produkcjach filmowych, w tym Czas patriotów (1992), Bez przebaczenia (1992), Biały labirynt (1997), Cyrulik syberyjski (1998), Gladiator (2000). W ekranizacjach dwóch pierwszych części przygód Harry’ego Pottera zagrał postać profesora Albusa Dumbledore’a.
Zmarł 25 października 2002 w Londynie na chłoniaka Hodgkina w wieku 72 lat, dokładnie 10 dni po amerykańskiej premierze filmu Harry Potter i Komnata Tajemnic, a rolę Albusa Dumbledore’a w dalszych ekranizacjach przejął Michael Gambon.

## Życie prywatne
Był dwukrotnie żonaty. 9 lutego 1957 zawarł związek małżeński z Elizabeth Rees, z którą miał trzech synów: Damiana (ur. 1958), Jareda (ur. 1961) i Jamiego (ur. 1963). Byli małżeństwem przez 12 lat, do roku 1969. 7 czerwca 1974 ożenił się z Ann Turkel, małżeństwem byli przez 8 lat, do roku 1982.

## Nagrody i nominacje
| Rok  | Nagroda                                    | Kategoria                     | Rezultat  | Film                                                                                |
| ---- | ------------------------------------------ | ----------------------------- | --------- | ----------------------------------------------------------------------------------- |
| 1963 | Międzynarodowy Festiwal Filmowy w Cannes   | Najlepszy aktor               | Wygrana   | Frank Machin w Sportowe życie (This Sporting Life), reż. Lindsay Anderson           |
| 1964 | Nagrody BAFTA                              | Najlepszy aktor               | Nominacja | Frank Machin w Sportowe życie (This Sporting Life), reż. Lindsay Anderson           |
| 1964 | Oscar                                      | Najlepszy aktor               | Nominacja | Frank Machin w Sportowe życie (This Sporting Life), reż. Lindsay Anderson           |
| 1968 | Złoty Glob                                 | Najlepszy aktor               | Wygrana   | Król Artur w Camelot (1967), reż. Joshua Logan                                      |
| 1971 | Międzynarodowy Festiwal Filmowy w Berlinie | Złoty Niedźwiedź              | Nominacja | Eitan w Bloomfield (1971), reż. Richard Harris, Uri Zohar                           |
| 1972 | Nagroda Emmy                               | Najlepszy śpiewający aktor    | Nominacja | Philip Rhayadar w The Snow Goose (1971), reż. Patrick Garland                       |
| 1972 | Międzynarodowy Festiwal Filmowy w Moskwie  | Najlepszy aktor               | Wygrana   | Oliver Cromwell w Cromwell (1970), reż. Ken Hughes                                  |
| 1982 | Złota Malina                               | Najgorszy aktor               | Nominacja | James Parker w Tarzan – człowiek małpa (Tarzan, the Ape Man, 1981), reż. John Derek |
| 1983 | CableACE Award                             | Najlepszy aktor w musicalu    | Nominacja | Król Artur w Camelot (1982), reż. Marty Callner                                     |
| 1991 | Złoty Glob                                 | Najlepszy aktor               | Nominacja | 'Bull' McCabe w Pole (The Field, 1990), reż. Jim Sheridan                           |
| 1991 | Oscar                                      | Najlepszy aktor               | Nominacja | 'Bull' McCabe w Pole (The Field, 1990), reż. Jim Sheridan                           |
| 1995 | CableACE Award                             | Najlepszy aktor w miniserialu | Nominacja | Abraham w Abraham (1994), reż. Joseph Sargent                                       |
| 2002 | British Independent Film Award (BIFA)      | Najlepszy aktor               | Nominacja | Sandeman w My Kingdom (2001), reż. Don Boyd                                         |

## Filmografia
| Rok  | Tytuł                                                                                    | Rola                              | Reżyser                       |
| ---- | ---------------------------------------------------------------------------------------- | --------------------------------- | ----------------------------- |
| 1959 | Człowiek o żelaznych pięściach (The Iron Harp, TV)                                       | ślepy Irlandczyk                  |                               |
| 1959 | Pełnia życia (Alive and Kicking)                                                         | kochanek                          | Cyril Frankel                 |
| 1959 | Podając rękę diabłu (Shake Hands with the Devil )                                        | Terence O’Brien                   | Michael Anderson              |
| 1959 | Wrak „Mary Deare” (The Wreck of the Mary Deare)                                          | Higgens                           | Michael Anderson              |
| 1960 | Bojownicy nocy (A Terrible Beauty)                                                       | Sean Reilly                       | Tay Garnett                   |
| 1961 | Działa Navarony (The Guns of Navarone)                                                   | Howard Barnsby                    | J. Lee Thompson               |
| 1961 | The Long and the Short and the Tall                                                      | kapral Edward „Johnno” Johnstone  | Leslie Norman                 |
| 1962 | Bunt na Bounty (Mutiny on the Bounty)                                                    | marynarz John Mills               | Lewis Milestone, Carol Reed   |
| 1963 | Sportowe życie (This Sporting Life)                                                      | Frank Machin                      | Lindsay Anderson              |
| 1964 | Czerwona pustynia (Red Desert)                                                           | Corrado Zeller                    | Michelangelo Antonioni        |
| 1965 | Bohaterowie Telemarku (The Heroes of Telemark)                                           | Knut Straud                       | Anthony Mann                  |
| 1965 | Major Dundee                                                                             | kpt. Benjamin Tyreen              | Sam Peckinpah                 |
| 1966 | Biblia (The Bible)                                                                       | Kain                              | John Huston                   |
| 1966 | Hawaje (Hawaii)                                                                          | Rafer Hoxworth                    | George Roy Hill               |
| 1967 | Wokół Caprice (Caprice)                                                                  | Christopher White                 | Frank Tashlin                 |
| 1967 | Camelot                                                                                  | Król Artur                        | Joshua Logan                  |
| 1970 | Człowiek zwany Koniem (A Man Called Horse)                                               | John Morgan                       | Elliot Silverstein            |
| 1970 | Cromwell                                                                                 | Oliver Cromwell                   | Ken Hughes                    |
| 1970 | Molly Maguires                                                                           | dedektyw James McParlan           | Martin Ritt                   |
| 1971 | Człowiek w dziczy (Man in the Wilderness)                                                | Zachary Bass                      | Richard Sarafian              |
| 1971 | The Snow Goose (TV)                                                                      | Philip Rhayader                   | Patrick Garland               |
| 1973 | Tropiciele (The Deadly Trackers)                                                         | szeryf Sean Kilpatrick            | Barry Shear                   |
| 1974 | „Britannic” w niebezpieczeństwie (Juggernaut)                                            | porucznik komandor Anthony Fallon | Richard Lester                |
| 1974 | Trup w 99.44% (99 and 44/100% Dead)                                                      | Harry Crown                       | John Frankenheimer            |
| 1976 | Powrót człowieka zwanego Koniem (The Return of a Man Called Horse)                       | Lord John Morgan                  | Irvin Kershner                |
| 1976 | Powrót Robin Hooda (Robin and Marian)                                                    | król Ryszard Lwie Serce           | Richard Lester                |
| 1976 | Skrzyżowanie Kassandra (The Cassandra Crossing)                                          | dr Jonathan Chamberlain           | George Pan Cosmatos           |
| 1977 | Podróże Guliwera (Gulliver's Travels)                                                    | Guliwer                           | Peter R. Hunt                 |
| 1977 | Orka – wieloryb zabójca (Orca)                                                           | kapitan Nolan                     | Michael Anderson              |
| 1977 | Złote rendez-vous (Golden Rendezvous)                                                    | John Carter                       | Ashley Lazarus                |
| 1978 | Dzikie gęsi (The Wild Geese)                                                             | kpt. Rafer Janders                | Andrew V. McLaglen            |
| 1979 | Ravagers                                                                                 | Falk                              | Richard Compton               |
| 1979 | Tylko dla sępów (Game for Vultures)                                                      | David Swansey                     | James Fargo                   |
| 1980 | The Last Word (The Number)                                                               | Danny Travis                      | Roy Boulting                  |
| 1981 | Tarzan – człowiek małpa (Tarzan, the Ape Man)                                            | James Parker                      | John Derek                    |
| 1981 | Your Ticket Is No Longer Valid                                                           | Jason                             | George Kaczender              |
| 1982 | Zwycięstwo człowieka zwanego Koniem (Triumphs of a Man Called Horse)                     | John Morgan                       | John Hough                    |
| 1982 | Camelot (TV)                                                                             | Król Artur                        | Marty Callner                 |
| 1984 | Dzień Martina (Martin’s Day)                                                             | Martin Steckert                   | Alan Gibson                   |
| 1984 | Highpoint                                                                                | Lewis Kinney                      | Peter Carter                  |
| 1988 | Maigret (TV)                                                                             | komisarz Maigret                  | Paul Lynch                    |
| 1988 | Strike Commando 2                                                                        | Vic Jenkins                       | Bruno Mattei                  |
| 1990 | Król wiatru (King of the Wind)                                                           | Jerzy II Hanowerski               | Peter Duffell                 |
| 1990 | Opera za trzy grosze (Mack the Knife)                                                    | Pan Peachum                       | Menahem Golan                 |
| 1990 | Pole (The Field)                                                                         | 'Bull' McCabe                     | Jim Sheridan                  |
| 1992 | Czas patriotów (Patriot Games)                                                           | Paddy O’Neil                      | Phillip Noyce                 |
| 1992 | Bez przebaczenia (Unforgiven)                                                            | Angielski Bob                     | Clint Eastwood                |
| 1993 | Zapasy z Ernestem Hemingwayem (Wrestling Ernest Hemingway)                               | Frank                             | Randa Haines                  |
| 1994 | Abraham (TV)                                                                             | Abraham                           | Joseph Sargent                |
| 1994 | Cicha zemsta (Silent Tongue)                                                             | Prescott Roe                      | Sam Shepard                   |
| 1995 | Płacz, ukochany kraju (Cry, the Beloved Country )                                        | James Jarvis                      | Darrell Roodt                 |
| 1995 | Ostatni numer iluzjonisty (The Great Kandinsky, TV)                                      | Ernest Kandinsky                  | Terry Winsor                  |
| 1996 | Trojan Eddie                                                                             | John Power                        | Gillies Mackinnon             |
| 1997 | Wściekłe serca (Savage Hearts)                                                           | sir Roger Foxley                  | Mark Ezra                     |
| 1997 | Biały labirynt (Smilla's Sense of Snow)                                                  | dr Andreas Tork                   | Bille August                  |
| 1997 | Dzwonnik z Notre Dame (The Hunchback, TV)                                                | Klaudiusz Frollo                  | Péter Medák                   |
| 1997 | To jest morze (This Is the Sea)                                                          | starszy mężczyzna Jacobs          | Mary McGuckian                |
| 1998 | Upright Affair                                                                           |                                   |                               |
| 1998 | Cyrulik syberyjski (The Barber of Siberia)                                               | Douglas McCraken                  | Nikita Michałkow              |
| 1999 | Tropem Lwa (To Walk with Lions)                                                          | George Adamson                    | Carl Schultz                  |
| 1999 | Wielka niedźwiedzica (Grizzly Falls)                                                     | Harry Banks                       | Stewart Raffill               |
| 2000 | Gladiator                                                                                | Marek Aureliusz                   | Ridley Scott                  |
| 2001 | Perła (The Pearl)                                                                        | dr Karl                           | Alfredo Zacharias Jr.         |
| 2001 | Harry Potter i Kamień Filozoficzny (Harry Potter and the Philosopher's Stone)            | profesor Albus Dumbledore         | Chris Columbus                |
| 2001 | Muhammad Ali w oczach świata (Muhammad Ali: Through the Eyes of the World, dokumentalny) | w roli samego siebie              | Phil Grabsky                  |
| 2001 | My Kingdom                                                                               | Sandeman                          | Don Boyd                      |
| 2002 | Hrabia Monte Christo (The Count of Monte Cristo)                                         | Abbé Faria                        | Kevin Reynolds                |
| 2002 | Harry Potter i Komnata Tajemnic (Harry Potter and the Chamber of Secrets)                | profesor Albus Dumbledore         | Chris Columbus                |
| 2002 | Juliusz Cezar (Julius Caesar, TV)                                                        | Lucjusz Korneliusz Sulla          | Uli Edel                      |
| 2002 | Biblia. Apokalipsa świętego Jana (San Giovanni – L'apocalisse, TV)                       | Jan Ewangelista                   | Raffaele Mertes               |
| 2003 | Kaena: Zagłada światów (Kaena: La prophétie)                                             | Opaz (głos)                       | Chris Delaporte, Pascal Pinon |

## Dyskografia

### Albumy
- Camelot (wyd. Motion Picture Soundtrack; 1967)
- A Tramp Shining (1968)
- The Yard Went On Forever (1968)
- The Richard Harris Love Album (1970)
- My Boy (1971)
- Slides (1972)
- His Greatest Performances (1973)
- Jonathan Livingston Seagull (1973)
- The Prophet (1974) (muz. Arif Mardin, Prorok Kahlila Gibrana)
- I, in the Membership of My Days (1974)
- Gulliver Travels (1977)
- Camelot (1982)
- Mack The Knife (soundtrack; 1989)
- Little Tramp (1992)
- The Apocalypse (2004) – historia Jana Apostoła na wyspie Patmos

### Single
- „Here in My Heart” (temat z This Sporting Life) (1963)
- „How to Handle a Woman” (z filmu Camelot) (1968)
- „MacArthur Park” (1968)
- „Didn't We?” (1968)
- „The Yard Went On Forever” (1968)
- „The Hive” (1969)
- „One of the Nicer Things” (1969)
- „Fill the World With Love” (1969)
- „Ballad of A Man Called Horse” (Człowiek zwany Koniem, 1970)
- „Morning of the Mourning for Another Kennedy” (1970)
- „Go to the Mirror” (1971)
- „My Boy” (1971)
- „Turning Back the Pages” (1972)
- „Half of Every Dream” (1972)
- „Trilogy (Love, Marriage, Children)” (1974)
- „The Last Castle” (z Echoes of a Summer; 1976)
- „Lilliput” (z Gulliver's Travels; (1977)

### Składanki CD
- Camelot (1988)
- Mack the Knife (1989)
- Tommy (1990)
- Camelot (1993)
- A Tramp Shining (1993)
- The Prophet (1995)
- The Webb Sessions 1968–1969 (1996)
- MacArthur Park (1997)
- Slides/My Boy (2 CD Set) (2005)
- My Boy (2006)
- Man of Words Man of Music The Anthology 1968–1974 (2008)